# Ferid Karihman
Ferid Karihman (Vlasenica, BiH, 14. studenoga 1930.) je bio hrvatski emigrantski esejist, publicist, kroničar i pjesnik iz BiH.

## Životopis
Rodio se 1930. u Vlasenici u Bosni.
U drugom svjetskom ratu obitelj mu je zbog četničkog terora po NDH bila prisiljena bježati, a nakon rata su iselili u Tursku. Karihman je ondje završio srednju školu u gradu Adani.
Nakon toga je otišao studirati u SAD poslovnu administraciju. Studij završava i nakon postdiplomskog rada dobiva naslov doktora filozofije (Ph. D.).
Živi dosta povučeno i tajanstveno pred javnosti. Dugo godina radi u Srednjoj i Južnoj Americi kao trgovački predstavnik raznih američkih poduzeća.
Pisao je za Hrvatsku reviju u kojoj je od 1971. bio glavni govornik Hrvata muslimana. Ondje je objavio brojne kulturno-književne eseje, članke, prikaze i studije, a sve o temu Muslimana i muslimana hrvatskog koljena i jezika. O tom području još intenzivnije piše nakon što mu je UDBA okrutno ubila starog prijatelja Nahida Kulenovića 1969. godine. Povremeno je pisao za hrvatski emigrantski list Studia Croatica na španjolskom jeziku.
Pišući o odnosu buduće nezavisne Hrvatske prema Hrvatima muslimanima, posebice s pitanja ljudskog čimbenika. Karihman je to pitanje sažeo u zaključku svog priloga "Muslimani hrvatskog jezika i koljena" knjizi "Hrvatski razgovori o slobodi" (München-Barcelona 1972.) koja je bila izvješće s drugog simpozija Hrvatske revije u srpnju 1971. godine. Osim svojih polemičkih, esejističkih i publicističkih članaka, u Hrvatskoj reviji je objavljivao rodoljubne pjesme. Među ostalim, pisao je pjesme u kojima je opjevao islamske Hrvate (Hrvobošnjački nišani), islamske Hrvate, mučenike vjere (muftija Ismet Muftić u povijesnoj pjesmi "Šehit hrvomuslimski Ismet efendija Muftić").
Polemizirao je s Mešom Selimovićem o podrijetlu bosanskohercegovačkih muslimana, argumentirajući da su Hrvati.
Njegovo najpoznatije djelo su Hrvatsko-bošnjačke teme, posvećene tematici muslimanskih pisaca u hrvatskoj književnosti. Djela su mu uvrštena u antologiju Autobiografski Zagreb: antologija suvremenoga hrvatskog pjesništva o Zagrebu: u povodu 900. obljetnice grada Zagreba i Zagrebačke biskupije prireditelja Vinka Brešića i 45 hrvatskih emigrantskih pisaca prireditelja Šimuna Šite Ćorića.

## Djela
Knjige:
- Soj i odžak ehli-Islama: zbirka pjesama o domu i rodu muslimana hrvatskog koljena i jezika, (prireditelj), ilustracije: Vladimir Pintarić, München-Barcelona, Knjižnica Hrvatske revije, 1974.
- Hrvatski književnici Muslimani. Četiri stoljeća od Mehmedove "Hrvatske pjesme" do Selimovićeva "Derviša i smrti", Separat HR, München-Barcelona, 1974.
- Musa Ćazim Ćatić, Hrvatsko-muslimansko kulturno društvo "Narodna uzdanica", Zagreb, 1995.
- Hrvatsko-bošnjačke teme, Hrvatska sveučilišna naklada, Zagreb, 1996., ISBN 953-169-063-4 (usporedi Hrvomuslimanske teme)

Dio članaka iz Hrvatske revije:
- Hrvatski književnici Muslimani: četiri stoljeća od Mehmedove "Hrvatske pjesme" do Selimovićeva "Derviša i smrti", Hrvatska revija, god. 20, sv. 4(80), prosinac 1970.
- Mak-Mehmedalija Dizdar, pjesnik mramorova. - Prigodom njegove smrti (1917-1971). Hrvatska revija, sv. 4., str. 451-454., 1971. (Ovaj su prilog sastavili F. Karihman I. dio i Vinko Grubišić II. dio)
- Umro hrvatski književnik Ahmed Muradbegović, Hrvatska revija, sv. 2-3., str 395-397. (Nekrolog), 1972.
- Muslimani i muslimani, Hrvatska revija, Sv. 1., str. 122-123., 1974.
- Hrvobošnjakinje, Hrvatska revija, Sv. 2., str. 225-228., 1978.
- Zaslužni i spomena vrijedni Hrvati-Muslimani, Hrvatska revija, sv. 1., str. 108-114., 1987.
- Hrvatski političar Dr. Mehmed Alajbegović, Hrvatska revija, sv. 2., str. 376-378. (Politički vidici), 1987.
- Nepravedno zaboravljeni i zapostavljeni hrvatski književnik A. Hivzi Bielevac (1886-1972) - Povodom stogodišnjice rođenja. Hrvatska revija, sv. 4., str. 699-704., 1987.
- Šehit hrvomuslimanski Ismet efendija Muftić - Povodom otvorenja druge zagrebačke džamije. Hrvatska revija, sv. 1., str. 107-109., 1988.
- Merhum Alija Nametak - Znameniti i zaslužni hrvatski književnik, kulturni radnik i rodoljub. Hrvatska revija, sv. 2., str. 203-232., 1988.
- Musa Ćazim Ćatić (1878-1915) hrvomuslimanski pjesnik moderne. Hrvatska revija, sv. 2., str. 282-309., 1989.
- Hamdija Kreševljaković - Izvanredna ličnost i veliko djelo hrvatskog povjesničara, kulturologa, akademika. U znak priznanja i počasti povodom 100. obljetnice rođenja i 30. obljetnice smrti. Hrvatska revija, sv. 4., str. 777-808., 1990.

## Nagrade
- Dobitnik je Jubilarne književne nagrade 1970. u povodu dvadesetogodišnjice Hrvatske revije za članak Hrvatski književnici muslimani.[3]

## Vanjske poveznice
- Autori i suradnici - Hrvatska revija Ferid Karihman